# Сарбіа-да-Те
Сарбіа-да-Те — село в Іспанії, у складі автономної спільноти Каталонія, у провінції Жирона. Муніципалітет займає площу 9,97 км2, а населення в 2014 році становило 934 особи.